# 罗莎琳·萨姆纳斯
罗莎琳·萨姆纳斯（英語：Rosalynn Sumners，1964年4月20日—），美国女子花样滑冰运动员。她曾代表美国参加1984年冬季奥林匹克运动会花样滑冰比赛，获得女子单人滑银牌。